# Andrés Felipe Amaya
Andrés Felipe Amaya Rivera (Barrancabermeja, Santander, Colombia; 24 de abril de 2001) es un futbolista colombiano que juega de centrocampista en el Asociación Deportivo Pasto de la Categoría Primera A de Colombia.

## Selección nacional

### Participaciones en Copas del Mundo
| Mundial                     | Sede    | Resultado        | Partidos | Goles |
| --------------------------- | ------- | ---------------- | -------- | ----- |
| Copa Mundial Sub-20 de 2019 | Polonia | Cuartos de final | 3        | 0     |

## Estadísticas
| Club                       | Div.          | Temporada     | Liga  | Liga  | Copas | Copas | Internacional | Internacional | Total | Total |
| Club                       | Div.          | Temporada     | Part. | Goles | Part. | Goles | Part.         | Goles         | Part. | Goles |
| -------------------------- | ------------- | ------------- | ----- | ----- | ----- | ----- | ------------- | ------------- | ----- | ----- |
| Atlético Huila · Colombia  | 1°            | 2017          | 8     | 2     | 5     | 0     | -             | -             | 13    | 2     |
| Atlético Huila · Colombia  | 1°            | 2018          | 20    | 1     | 2     | 1     | -             | -             | 22    | 1     |
| Atlético Huila · Colombia  | 1°            | 2019          | 19    | 3     | -     | -     | -             | -             | 19    | 3     |
| Atlético Huila · Colombia  | 1°            | 2021          | 17    | 0     | -     | -     | -             | -             | 17    | 0     |
| Atlético Huila · Colombia  | 2°            | 2022          | 29    | 9     | 3     | 0     | -             | -             | 32    | 9     |
| Atlético Huila · Colombia  | Total club    | Total club    | 93    | 15    | 10    | 1     | 0             | 0             | 103   | 16    |
| Internacional · Brasil     | 1°            | 2020          | -     | -     | 3     | 0     | -             | -             | 3     | 0     |
| Internacional · Brasil     | Total club    | Total club    | 0     | 0     | 3     | 0     | 0             | 0             | 3     | 0     |
| Deportivo Pasto · Colombia | 1°            | 2024          | 4     | 0     | 0     | 0     | 0             | 0             | 4     | 0     |
| Deportivo Pasto · Colombia | Total club    | Total club    | 4     | 0     | 0     | 0     | 0             | 0             | 4     | 0     |
| Total carrera              | Total carrera | Total carrera | 93    | 15    | 13    | 1     | 0             | 0             | 110   | 16    |